# Genome Taxonomy Database
Die Genome Taxonomy Database (GTDB) ist eine Online-Datenbank, die Informationen über eine vorgeschlagene Nomenklatur von Prokaryonten enthält. Der Ansatz basiert dabei auf einer Genom-gestützten Phylogenie, die auf einer Reihe von konservierten Single-Copy-Proteinen beruht. Bei dieser Methode werden nicht nur paraphyletische Gruppen aufgelöst, sondern auch die taxonomischen Ränge algorithmisch neu zugewiesen, wobei in beiden Fällen neue provisorische Namen entstehen. Im Jahr 2020 wurden Informationen über Archaeen sowie eine auf der durchschnittlichen Nukleotididentität basierende Artenklassifizierung hinzugefügt. Bei jeder Aktualisierung werden neue Genome sowie händische (menschengemachte) Anpassungen der Taxonomie berücksichtigt.
Für die Einordnung von Genom-Entwürfen (englisch draft genomes) in die GTDB-Hierarchie steht ein Open-Source-Tool namens GTDB-Tk zur Verfügung. Das GTDB-System wurde über GTDB-Tk zur Katalogisierung noch nicht benannter Bakterien im menschlichen Darmmikrobiom und in anderen metagenomischen Quellen verwendet.
Die GTDB wurde 2019 in das Bergey’s Manual of Systematics of Archaea and Bacteria als phylogenomische Ressource aufgenommen.

## AnnoTree
AnnoTree ermöglicht eine graphische Visualisierung der GTDB seit Release 03-RS86.